# 張慎
張慎（15世紀—1522年），字公謹，福建泉州府惠安縣鎮安舖埔塘人，明朝政治人物。

## 生平
張慎是弘治十七年（1504年）福建鄉試舉人，正德十二年（1520年）授廣東英德縣知縣，為政廉明簡靜，處事先體恤後催糧、聽訟先教誨後刑罰；又平均田賦，富民無法藏奸、貧民不致重困。同時張慎又拆去虞美人祠尊崇教化，興建龍山書院祭祀祀唐文肅公，在旁邊齋舍召集諸生講學；縣內多山洞有虎患，他祭禱後虎患消除。兩年後他在任內去世，士民思慕他，在他所建的南山書院立像祭祀。

## 家族
高祖父洪武人材、湖廣按察司經歷張祖，祖父天順六年貢生、桐廬縣丞張茂，父親弘治五年舉人、萍鄉知縣張綸；子正德十二年進士、右都御史張岳。

## 引用
1. 1 2  雍正《惠安縣志·卷二十四·循良》：張慎，字公謹，祖桐廬尹茂 傳見卓績 ，父萍鄉令綸 傳見孝義 ，慎繼家學領宏治甲子鄉薦，庚辰授英德知縣，痌瘝民隱務剔利病，邑當水陸要道，節浮費、酌隸役，迎送定規，义亟興文，教正風俗，毀淫祠、黜虞美人祀，建龍山書院祀唐文肅公，介旁列齋舍，集諸生講藝，躬為解說，聽訟民有願釋者聽之，而必畫牘以杜後爭，若其訊而得情者則哀矜備至，曰：「此曾氏之教也。」邑多山洞有虎患，慎祭禱而患息，寓居客戶墾田數百石，隨攢黃冊履畝編賦入籍，民不為擾，其所治蓋倣古循良焉，去之日百姓皇皇競圖像祀之。慎孝廉家居未嘗干謁有司，其生平砥節遂成家風云，子岳為嘉靖朝名臣，峯孫宇、宓，曾孫迎各有傳。
2. ↑  道光《英德縣志·卷十·列傳上》：張慎，福建惠安人，嘉靖【正德】初由舉人知英德，廉明簡靜，為政必先撫字而後催科，聽訟必先誨諭而後刑罰。平田賦，富民不得以藏奸蛋課，貧民不致於重困；毁淫祠以崇教化，創書院以淑諸生，設舍學以訓蒙童，驅峝猺以奠疆域，歲旱則雩壇廟而雨至，虎暴則祭山神而害息，皆古循吏所僅見者。當亢旱時民訟水利，必親冒暑決之，閱二載以積勞卒於官，士民號慕，即慎所建南山書院肖像祀之；後子岳以侍郎鎮兩廣，孫宇復知英德，廉能茂著，甫一年亦卒於官，並祀南山書院。 參德政碑、舊志、郝通志、《福建通志》